# NGC 3370
NGC 3370 је спирална галаксија у сазвежђу Лав која се налази на NGC листи објеката дубоког неба.
Деклинација објекта је + 17° 16' 26" а ректасцензија 10h 47m 4,0s. Привидна величина (магнитуда) објекта NGC 3370 износи 11,7 а фотографска магнитуда 12,4. Налази се на удаљености од 27,943 милиона парсека од Сунца. NGC 3370 је још познат и под ознакама UGC 5887, MCG 3-28-8, CGCG 95-19, IRAS 10444+1732, PGC 32207.